# عهد الأمان: صحوة أمة
عهد الأمان: صحوة أمة، الفن في فجر تونس الحديثة 1837-1881 (بالفرنسية: Pacte fondamental: L'Éveil d'une nation)‏ هو معرض فني تونسي نظم نتيجة شراكة بين العام والخاص بين المعهد الوطني للتراث ومؤسسة رامبورغ تونس، في إطار إحياء الذكرى الستين للاستقلال والذكرى الخامسة للثورة التونسية. 

تعرض في هذا المعرض الذي يتواصل بين 27 نوفمبر 2016 و27 فبراير 2017 أكثر من 300 قطعة «استثنائية» فنية وتاريخية بينها أول دستور في العالم العربي، لغرض المساهمة في استعادة جزء من ذاكرة التونسيين الجماعية. 

تعتبر الفترة التي يوثق لها المعرض بين 1830 و1881 فترة محورية في تاريخ تونس الحديث لاقترانها ببداية فترة الاصلاحات الكبرى السياسية التي عرفتها تونس والتي تجلت خاصة في تحرير عهد الأمان من قبل الباي محمد الصادق باي. 

استقبل المعرض 123 45 زائر، منهم 596 1 زائر أجنبي من 33 دولة.

## الأعمال المعروضة
يعرض المعرض حوالي 300 غرض وقطعة فنية: لوحات تاريخية ومخطوطات ورسومات وميداليات وأزياء قديمة، التي تعطتي نظرة حول فترة الإصلاحات الكبرى التي شهدتها تونس في القرن 19.

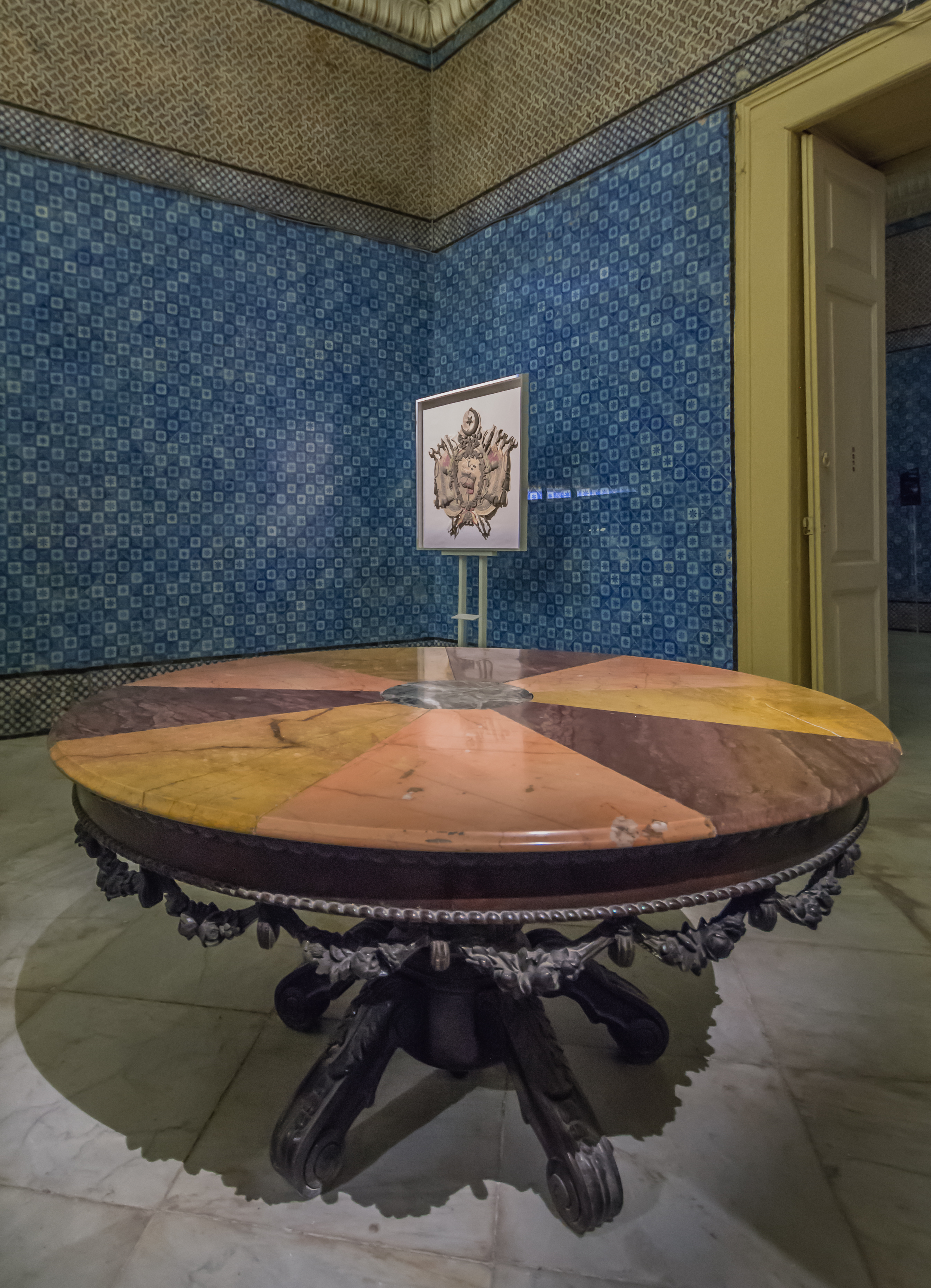
الطاولة التي وقعت عليها معاهدة باردو والتي تنص على انتصاب الحماية الفرنسية في 1881، وكذلك هي الطاولة نفسها التي وقعت عليها وثيقة تأميم الأراضي الزراعية في 1964.
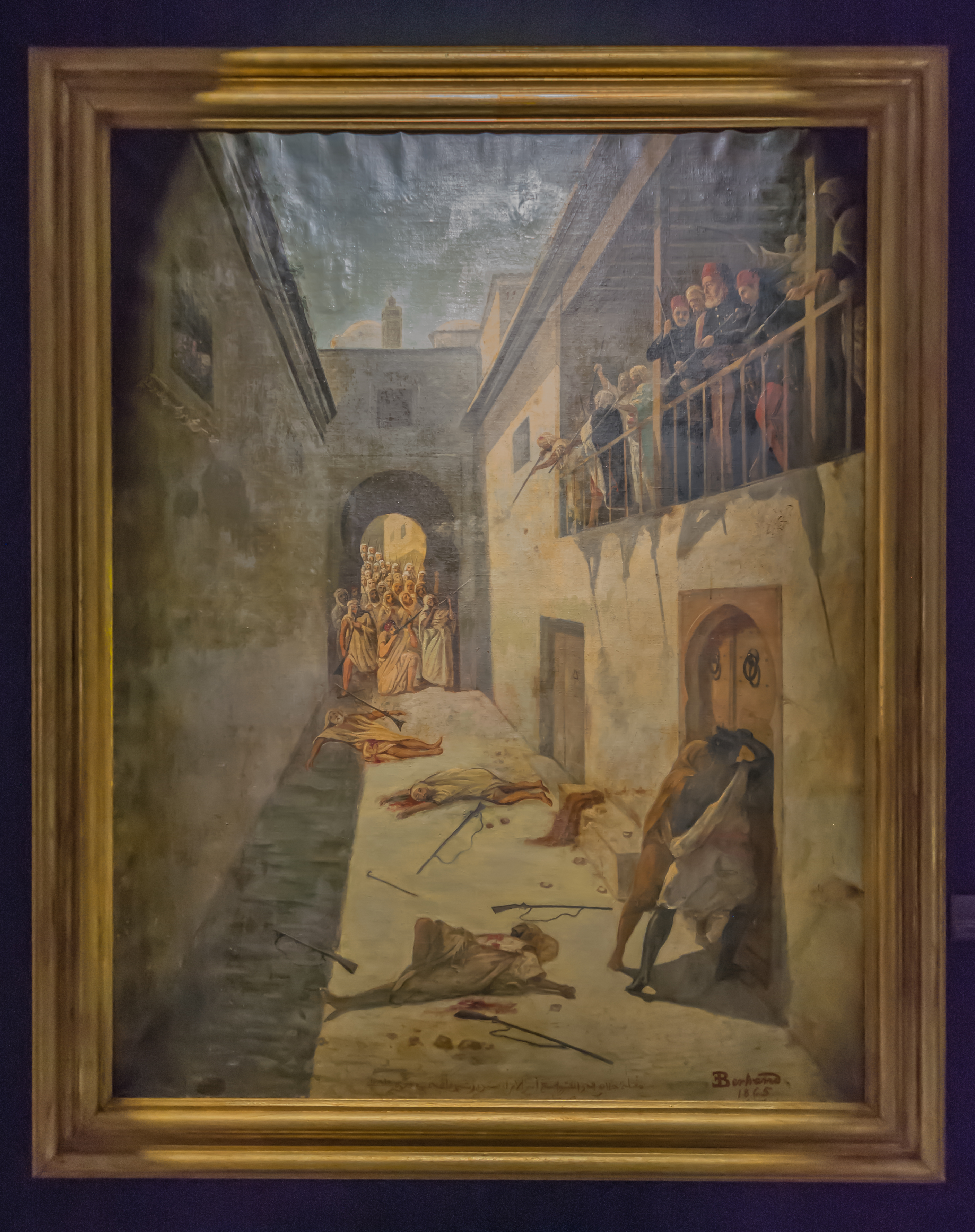
مجزرة الجلاص في القيروان مع الأميرال سيدي رشيد آغا، لوحة زيتية، لوي إيميل برترون (1815ء1897)، 115 × 147.5 صم، 1865، قصر الوردة.
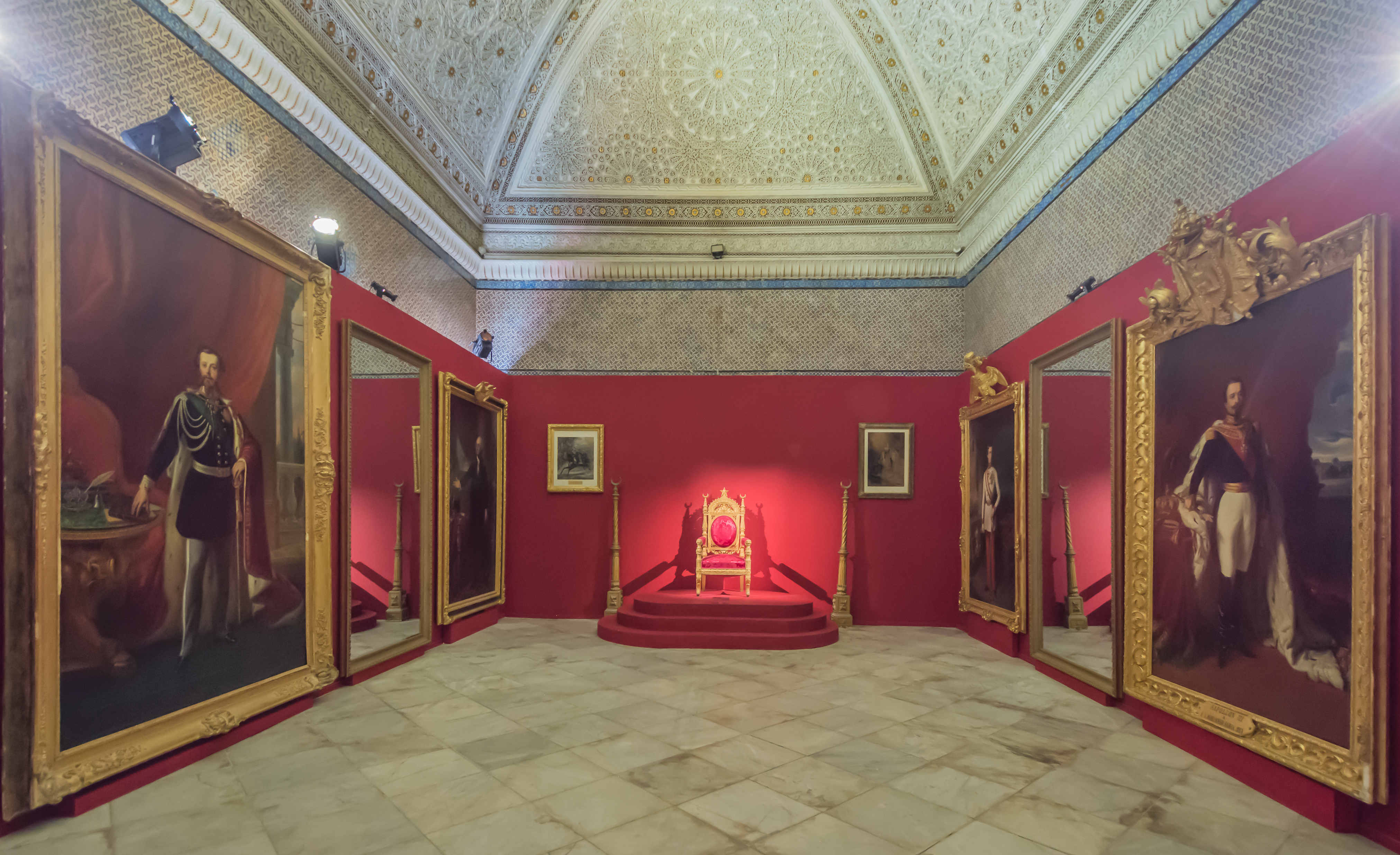
كرسي العرش لقصر باردو (1846).
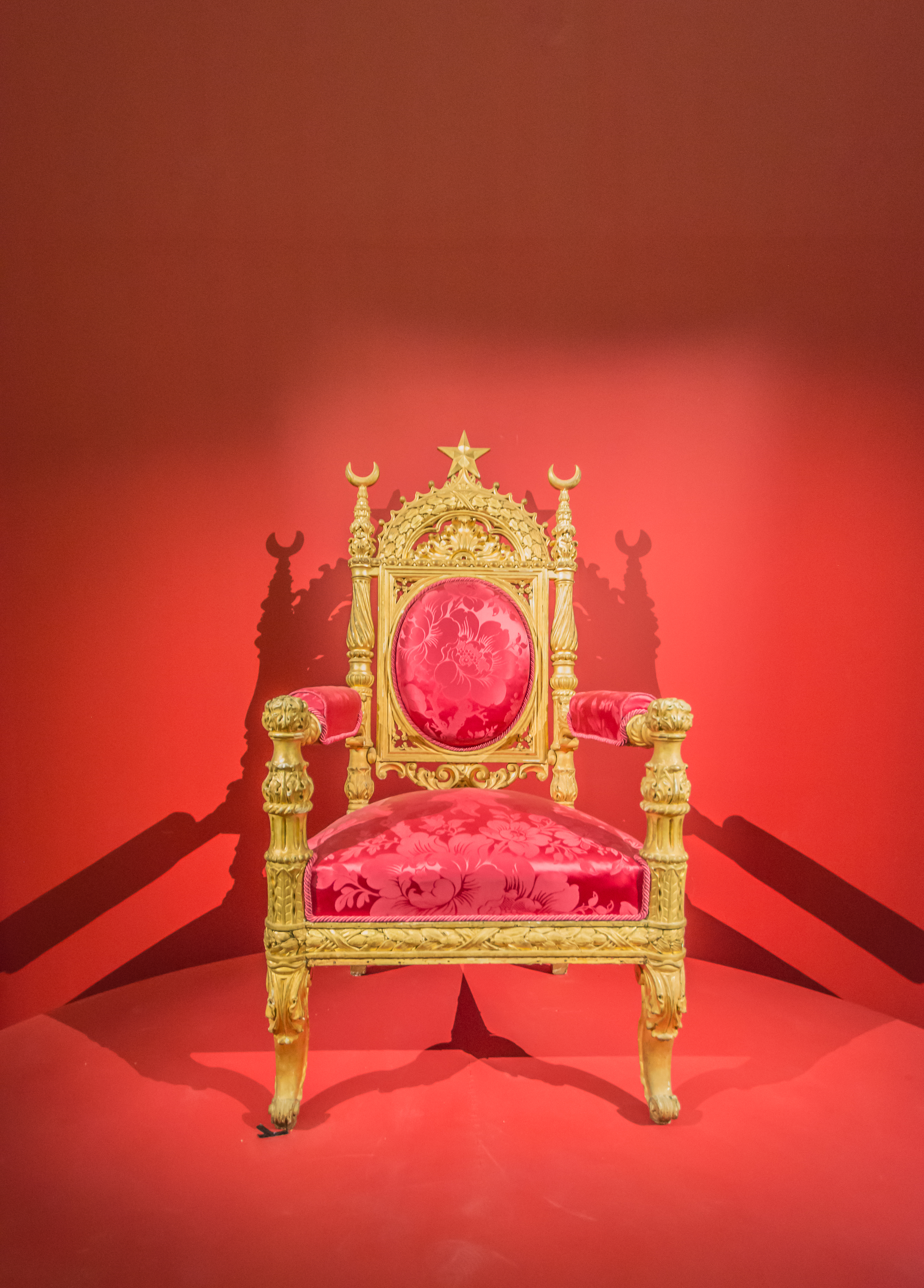
كرسي العرش لقصر باردو (1846).
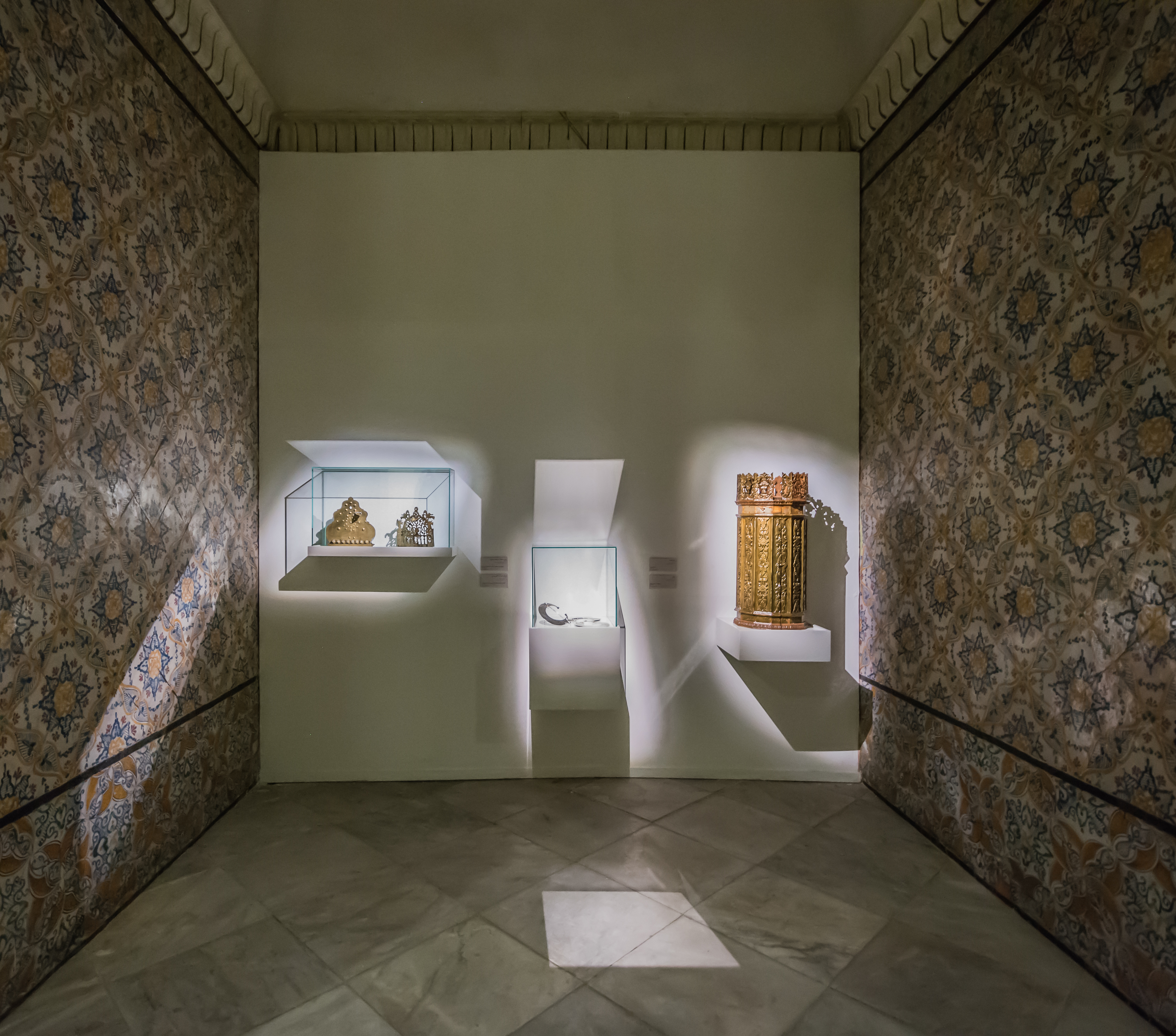
من اليمين إلى اليسار: صندوق التوراة، خلال، هانوكيا. تم جلبها من متحف للا حضرية في جربة.
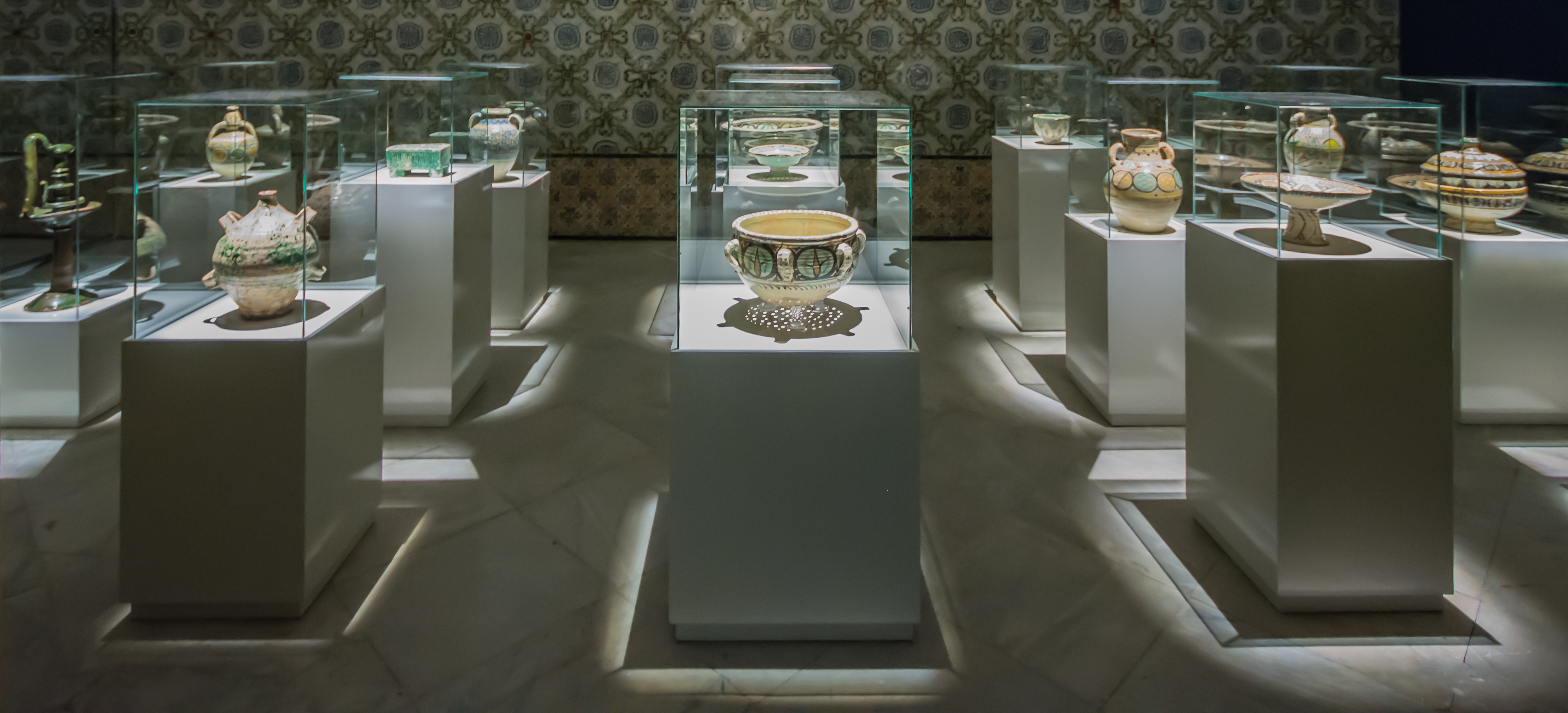
مجموعة من القطع الفخارية تم جلبها من متحف للا حضرية في جربة.
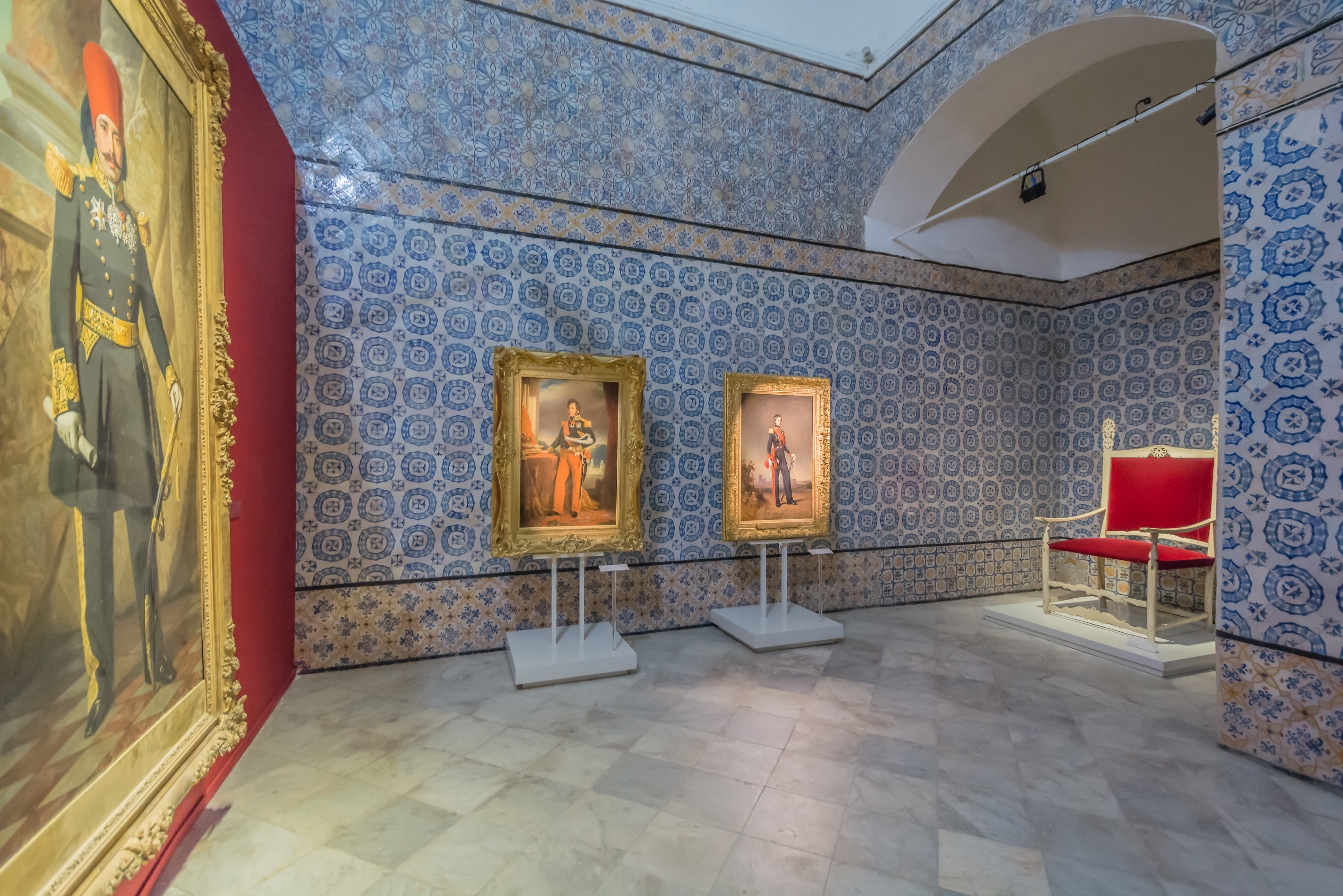
عرش من العاج الحيتاني (1745)، ولوحة لمصطفى خزندار في اليسار.

## مكان المعرض
يقع المعرض في قصر السعيد، إحدى القصور القديمة التابعة لبايات تونس الواقع في مدينة باردو، في ضواحي تونس العاصمة.

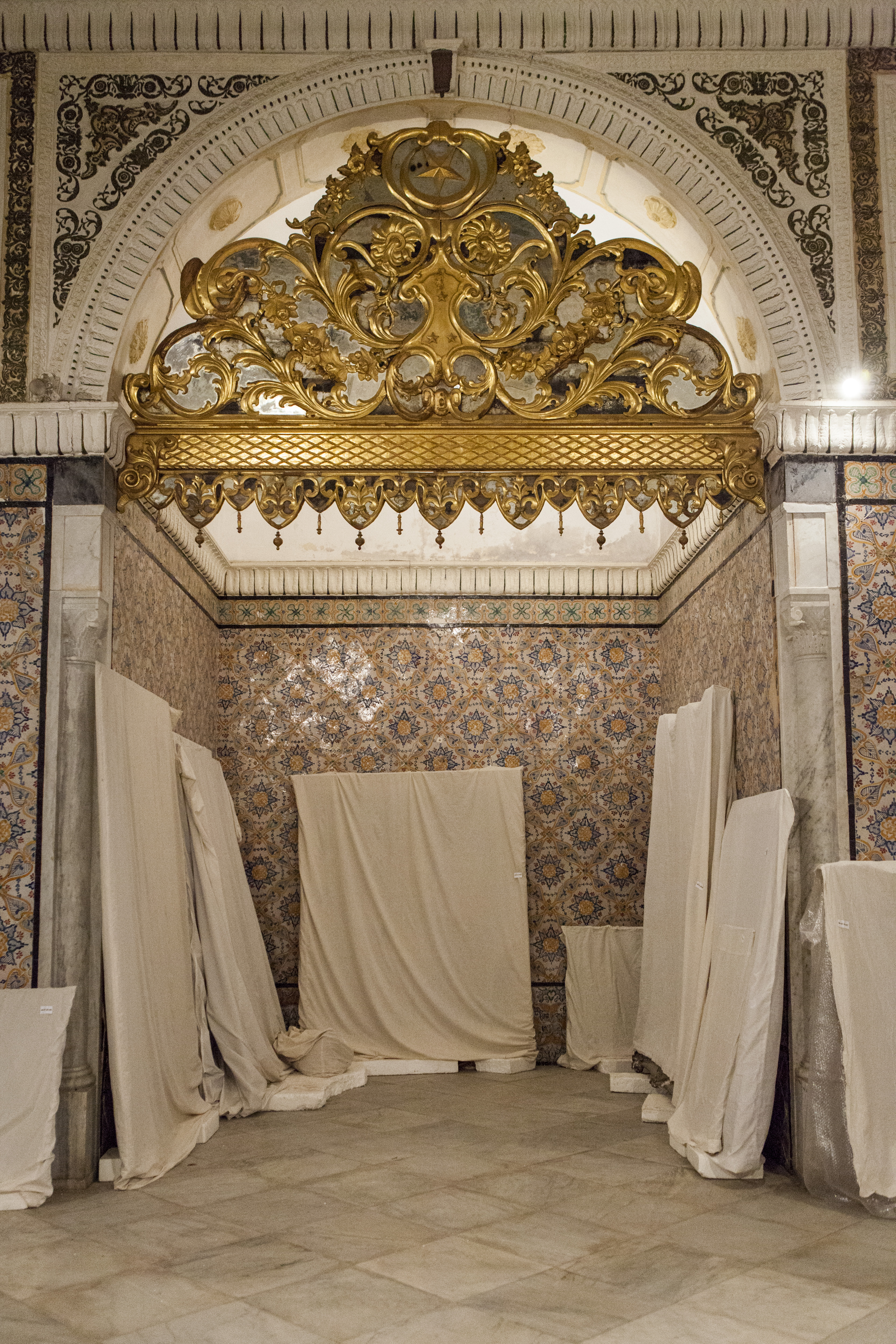
إحدى قاعات المعرض أثناء التحضير.
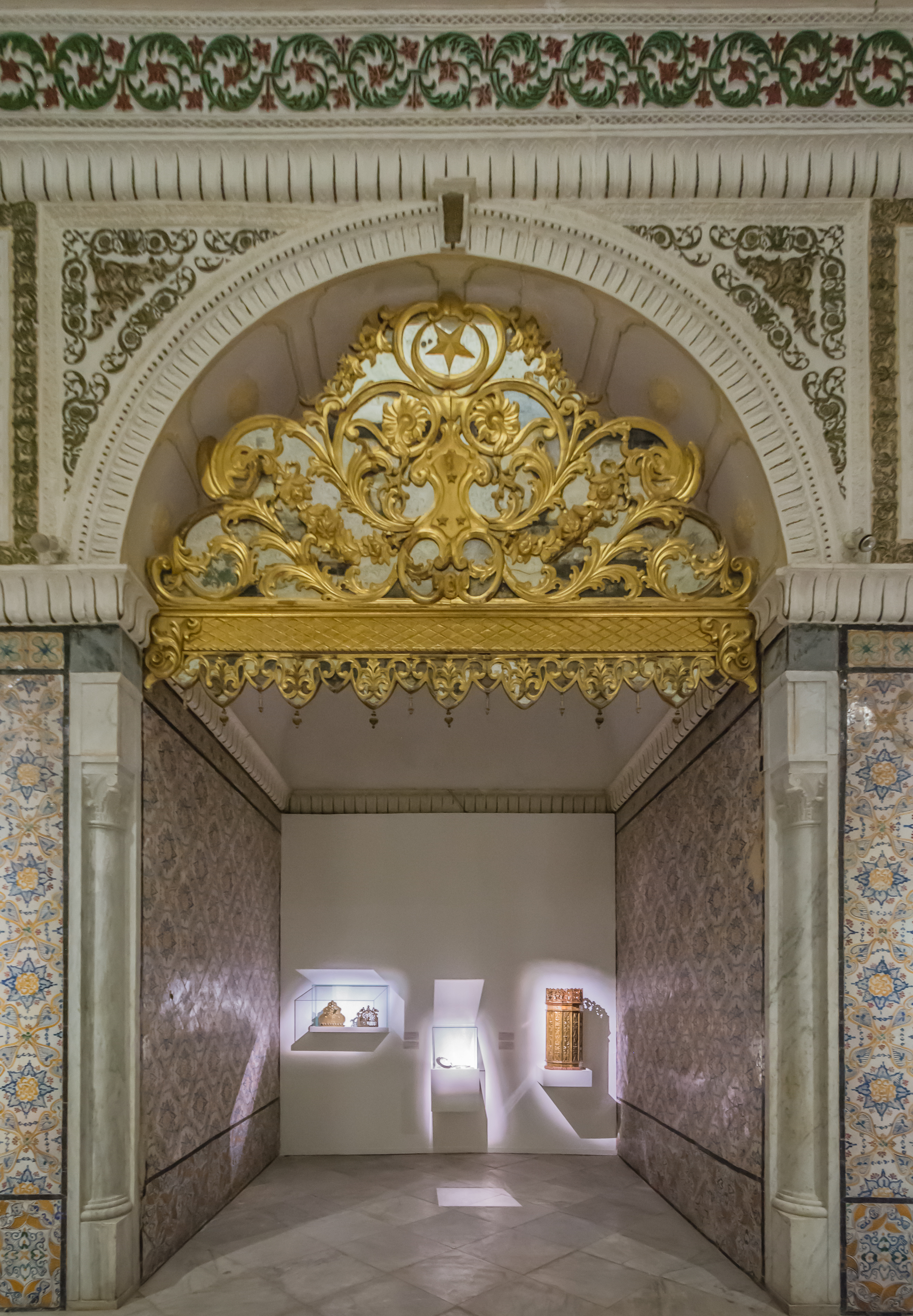
إحدى قاعات المعرض بعد تجهيزها.
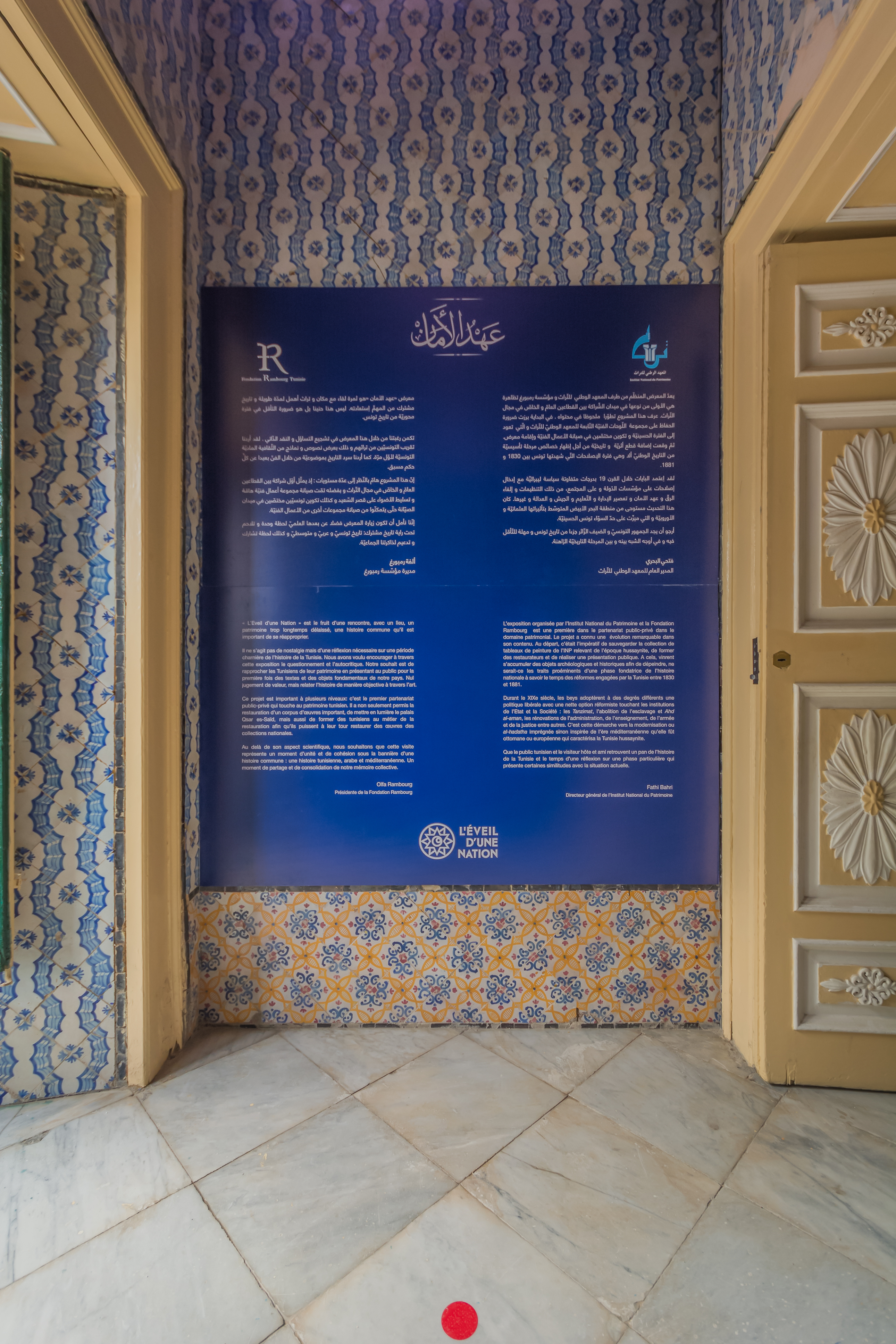
ملصق التعريف بالمعرض وبمنظميه (بالعربية والفرنسية).
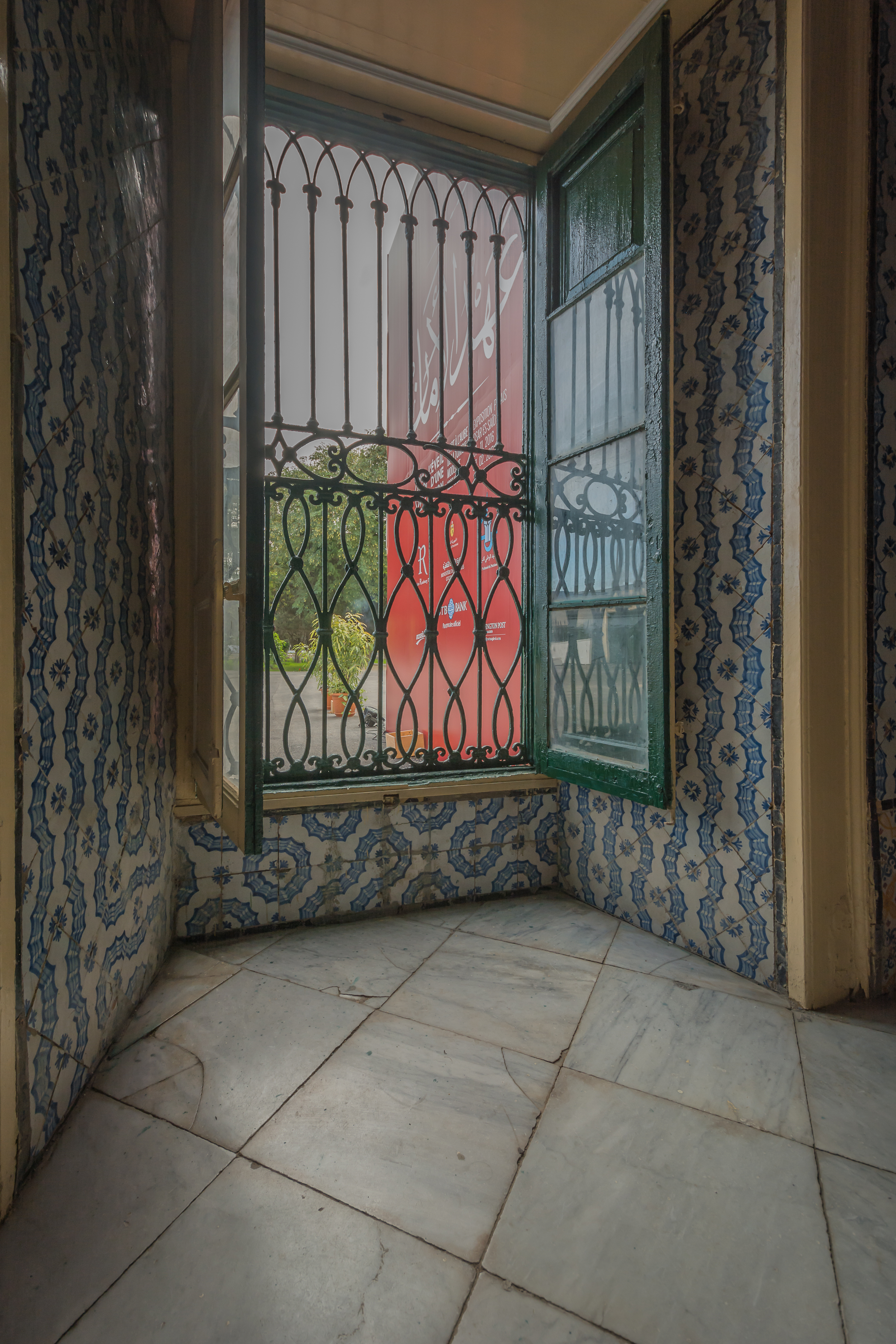
نافذة في القصر مطلة على الحديقة.

## روابط خارجية
- الموقع الرسمي.